# Карплак, Эрин
Эрин Карплак (англ. Erin Karpluk, род. 17 октября 1978 года) — канадская актриса.

## Биография
Эрин Карплак родилась 17 октября 1978 года в Джаспере, Альберта. Дочь директрисы средней школы и отца, который работал на железной дороге. Имеет украинские корни. Училась на театральном факультете в Университете Виктория, где и получила степень бакалавра искусств. Окончила университет в 2000 году.

## Карьера
Она начала свою карьеру в Ванкувере, где в 2000—2005 годах снялась в более чем дюжине телесериалов и фильмов, прежде чем получила роль Кейт в телесериале «Godiva’s». В 2002 году Эрин снялась в коротком сериале под названием «Glory Days». В 2004 году она снялась в таких фильмах как «Волшебник Земноморья» и «Возвращение Джека Потрошителя 2», где сыграла роль серийного убийцы. Карплак была номинирована на премию «Leo» за первый сезон «Godiva’s» и в 2006 году на премию «Gemini» как лучшая исполнительница женской роли (Главная драматическая роль). В 2009 году она выиграла премию «Gemini» за лучшую драматическую женскую роль в сериале «Быть Эрикой».
После сериала «Godiva’s» Эрин продолжила работать на телевидении и сниматься в короткометражках. В 2007 году она снялась в сериалах «Bionic Woman», «Флэш Гордон» и «The L Word». В 2008 году Карплак получила главную роль в фильме «Smokejumpers» (режиссёр Джон Терлески). В 2009 году она снялась в сериале «Быть Эрикой», который принёс ей популярность. Ей предложили главную роль Эрики Стрендж, когда она снималась в Лос-Анджелесе в сериале «The L Word». В 2010 году Карплак снялась во второстепенной роли в 1-м сезоне сериала «Жизнь непредсказуема», где играла девушку по имени Элис, менеджера радиостанции.

## Награды
2009 — Gemini Award за лучшее выступление как актриса постоянно играющая драматическую роль (Быть Эрикой)
2010 — Leo Award за лучшую главную женскую роль (Быть Эрикой)

## Фильмография
| Год       |    | Русское название                    | Оригинальное название          | Роль                    |
| --------- | -- | ----------------------------------- | ------------------------------ | ----------------------- |
| 2000      | с  | Семь дней                           | Seven Days                     | жена лейтенанта ЛаСалле |
| 2002      | с  | Город демонов                       | Glory Days                     | Кэл Хенрис              |
| 2002      | с  | Иеремия                             | Jeremiah                       | Сэйди                   |
| 2002      | тф | Кэрри                               | Carrie                         | Мэделин                 |
| 2003      | с  | Мёртвая зона                        | The Dead Zone                  | Мэдди Пауэрс            |
| 2003      | с  | Звёздный крейсер «Галактика»        | Battlestar Galactica           | женщина #1              |
| 2004      | ф  | Возвращение Джека Потрошителя 2     | Ripper 2: Letter from Within   | Молли Келлер            |
| 2005      | с  | Волшебник Земноморья                | Legend of Earthsea             | Диана                   |
| 2006      | с  | Люди в деревьях                     | Men in Trees                   | Аманда                  |
| 2006—2013 | с  | Сверхъестественное                  | Supernatural                   | Моника Холт / Робин     |
| 2007      | с  | Бионическая женщина                 | Bionic Woman                   | Робин                   |
| 2007      | с  | Флэш Гордон                         | Flash Gordon                   | доктор Дебра Питерсон   |
| 2008      | с  | Секс в другом городе                | The L Word                     | Сьюзан / Алисса         |
| 2009—2011 | с  | Быть Эрикой                         | Being Erica                    | Эрика Стрендж           |
| 2010—2011 | с  | Жизнь непредсказуема                | Life Unexpected                | Элис                    |
| 2013      | ф  | Нападение на Уолл-стрит             | Bailout: The Age of Greed      | Рози Бэксфорд           |
| 2013      | с  | Читающий мысли                      | The Listener                   | доктор Лора Грэй        |
| 2014      | ф  | Разумное сомнение                   | Reasonable Doubt               | Рэйчел Брокден          |
| 2014—2015 | с  | Копы-новобранцы                     | Rookie Blue                    | Джульет Уорд            |
| 2017      | с  | Мыслить как преступник: За границей | Criminal Minds: Beyond Borders | Дайан Карри             |
| 2021      | с  | Нэнси Дрю                           | Nancy Drew                     | Митци Ченнинг           |
| 2021      | с  | Уборщица. История матери-одиночки   | Maid                           | Шарлин                  |